# 丹尼尔·多姆沙伊特-伯格
丹尼尔·多姆沙伊特-伯格（英語：Daniel Domscheit-Berg，1978年—），曾經使用丹尼爾·施密特這個名稱，是一位德國籍技術人員。截止2010年9月，他因為是揭密機構維基解密在德國的發言人和隨後對維基解密的“背叛”。他也是《解密維基：我和朱利安·阿桑奇在世界上最危險的網站工作的日子》（Inside WikiLeaks: My Time with Julian Assange at the World's Most Dangerous Website）的作者。
2011年1月，他公佈了一個創建在線匿名揭密網站Openleaks的計劃。在2001年8月召開的混沌計算機俱樂部大會上，他宣佈該網站開始運行並且歡迎黑客們來測試OpenLeaks系統的安全性。但結果混沌計算機俱樂部批評他利用俱樂部的良好名聲來謀求個人私利並且將他從俱樂部中除名。這項決定在2012年2月被撤回。在2011年9月，幾個新聞組織稱丹尼爾·伯格因為和朱利安·阿桑奇在泄露美國25萬份外交文件上的分歧而決裂。
2011年和被《外交政策》雜誌將他和萨米·本·加尔比亚，阿列克賽·纳瓦尔尼等人評委“年度全球100大思想家”。

## 維基解密階段
丹尼爾·多姆沙伊特-伯格在2007年的混沌計算機俱樂部年度會議上遇到阿桑奇之後加入了維基解密。2010年9月25日，在被阿桑奇停職之後，丹尼爾·伯格告訴《明鏡周刊》他辭職了，他稱“維基解密有一個體制上的問題，我不想繼續為這個錯誤承擔責任，這也是為什麼我離開它的原因。”（“WikiLeaks has a structural problem. I no longer want to take responsibility for it, and that's why I am leaving the project.”）
丹尼爾·多姆沙伊特-伯格在瑞典國家電視臺2010年拍攝的紀錄片《維基解密的鬥爭》中受到了高度的稱讚。
2011年2月，有關於他在維基解密中的經歷和他與維基解密決裂的書在德國出版。一些天之後，該書的英文譯本也由一家澳大利亞出版商出版。在書中，丹尼爾·伯格批評了阿桑奇對阿富汗戰爭日記的處理方式以及他的領導風格。
丹尼爾·伯格說他在離開維基解密時銷毀了大量維基解密的數據。他希望確保那些數據被完完整整地刪除了。在他離職后，維基解密聲稱丹尼爾·伯格拿著一些未被出版的文件和組織內部交流信息向維基解密提出贖金要求，一些混沌計算機俱樂部成員在其中斡旋。但是，丹尼爾·伯格告訴《明鏡周刊》他沒有從維基解密拿走任何文件。丹尼爾·伯格後來因為在混沌計算機俱樂部推廣OpenLeaks被混沌計算機俱樂部除名，這一項決定在2012年2月被撤回。
維基解密後來確認超過3500份未發佈的揭密文件，美國政府禁飛名單，5GB美國銀行材料和一個拉丁美洲國家濫用刑罰的證據被銷毀。

## OpenLeaks階段
2010年9月，丹尼爾·伯格宣佈他有開始一個新的網站“OpenLeaks”的計劃，他希望創造一個比維基解密更加透明的揭密網站,“在最近的幾個月，維基解密組織并沒有表現出它的透明，它失去了它對大眾的承諾”。（the WikiLeaks organization has not been open any more. It lost its open-source promise)。
丹尼爾·伯格說他的OpenLeaks系統是這樣運行的---由線人指定的媒體去審查，發佈文件而非由OpenLeaks來發佈，這樣可以減少很多法律糾紛。
OpenLeaks原本計劃在2011年1月開始公開運行，但是在2012年12月23日，丹尼爾·伯格稱網站不會按預定計劃上線，他們現在更關注于傳播信息和探尋如何開設和運行一家揭密網站而非自己直接地參與揭密。
OpenLeaks有兩個公開身份的參與者，丹尼尔·多姆沙伊特-伯格和赫伯特·斯諾倫森，他們都曾參與過維基解密的一些活動。

## 延伸閱讀
- McAllester, Matt. "Exit Interview（页面存档备份，存于）." (of Domscheit-Berg) The New York Times. 18 February 2011.
- Zetter, Kim. "Former WikiLeaks Spokesman Disputes Claims About Destroyed Files（页面存档备份，存于）." Wired. 23 August 2011.
- "'I Doubt Domscheit-Berg's Integrity': Top German Hacker Slams OpenLeaks Founder（页面存档备份，存于）." Der Spiegel. 15 August 2011.
- Last, Jonathan V. "When Daniel Met Julian（页面存档备份，存于）." The Weekly Standard. 15 April 2011. Volume 16, No. 31.
- Taylor, Adam. "WikiLeaks' Bank Of America Bombshell May Have Been Destroyed（页面存档备份，存于）." Business Insider. 22 August 2011.

## 外部連結
- OpenLeaks的Facebook專頁
- Daniel Domscheit-Berg（页面存档备份，存于） collected news and commentary at Der Spiegel
- A conversation on the ideological split between Wikileaks/Openleaks（页面存档备份，存于）, Fillip